# Вяткин, Александр Петрович
Алекса́ндр Петро́вич Вя́ткин — (род. 11 мая 1957, Оханск) — сотрудник службы безопасности ГК «Росатом», деятель российских спецслужб, генерал-лейтенант в отставке.

## Биография
Окончил с отличием юридический факультет Пермского государственного университета.
С 1982 года — оперуполномоченный, начальник подразделений в Управлении КГБ СССР по Пермской области. С 1999 по 2002 год — заместитель начальника управления ФСБ России по Пермской области.
В 2002—2003 гг. — начальник Управления ФСБ России по Республике Тыва.
С марта 2003 по январь 2007 года возглавлял региональное управление ФСБ России по Тюменской области. Внёс большой вклад в укрепление законности в Тюменской области, при нём Управление добилось существенных результатов в противодействии терроризму и религиозному экстремизму, в борьбе с коррупцией и экономическими преступлениями. Его пост занял Юрий Пахомов.
С февраля 2007 года по октябрь 2012 года руководил УФСБ России по Приморскому краю.
С 7 ноября 2012 по 15 сентября 2019 года возглавлял УФСБ по Свердловской области.
С сентября 2019 года в отставке. Получил назначение в службу безопасности ГК «Росатом».

## Семья
Женат, двое сыновей.